# Mesoblaberus intermedius
Mesoblaberus intermedius är en kackerlacksart som beskrevs av Karlis Princis 1951. Mesoblaberus intermedius ingår i släktet Mesoblaberus och familjen jättekackerlackor. Inga underarter finns listade i Catalogue of Life.